# Avid Technology
Avid Technology — американская компания, специализирующаяся на аудио- и видеотехнологиях. Основана в 1987 году. Стала публичным акционерным обществом в 1993 году. Штаб-квартира компании находится в Берлингтоне, (штат Массачусетс).
В настоящее время продукция Avid используется в телевизионных программах, фильмах и рекламе.

## Нелинейный монтаж
Нелинейный монтаж это разновидность монтажа, используемая в цифровых системах, когда цифровой источник (например оцифрованный фильм, видео или аудио) используются для создания какого-либо готового материала без перестройки исходного файла, а путём создания листа монтажных решений, задающего порядок воспроизведения материала. Программное обеспечение для редактирования считывает список обработок и создаёт новую версию применяя параметры с воспроизведением источника. Этот безопасный способ редактирования является одним из преимуществ цифрового редактирования, по сравнению с редактированием реальной плёнки или магнитной ленты. Фильмы, как правило, редактируют с применением цифрового трансфера во время монтажа. Сначала работают над списком монтажных решений (EDL), затем это всё выводится из программного обеспечения, с использованием автоматизированного оборудования результат фактически растворяется в плёнке. ALE (Avid Log Exchange) формат файла, является базой данной на основе плёнки для передачи информации между системами.

## История
Основанная менеджером по маркетингу компании Apollo Computer Биллом Уорнером, прототип первой цифровой системы нелинейного монтажа (Avid/1) был показан в частных апартаментах в Национальной ассоциации телерадиовещателей на конференции в апреле 1988 года. Avid/1 работал на компьютере Apple Macintosh II, со специальным аппаратным и программным обеспечением собственной разработки AVID.
На выставке NAB в апреле 1989 года Avid/1 был публично представлен. По мнению журналиста и писателя Рассела Эванса, это было «самым большим скачком в истории монтажа со времён Мельеса в начале 1900-х». В начале 1990-х годов, продукция Avid начали заменять такие инструменты как Мовиола, Штенбек и KEM-редакторы, позволяя работать с плёнкой с большей лёгкостью. Первый фильм в котором использовалась технология Avid был «Давайте убьём всех адвокатов» Рона Сенковски вышедший в 1992 году.